# Wilhelm Kube
Wilhelm Kube, född 13 november 1887 i Glogau, död 23 september 1943 i Minsk, var en tysk nazistisk politiker. Han var Gauleiter och Oberpräsident i Brandenburg, innan han 1936 föll i onåd. Fem år senare blev han rehabiliterad och utsågs till generalkommissarie i det av Nazityskland ockuperade Vitryssland (Vitrutenien). Kube var i kraft av detta ämbete bland annat ansvarig för massmordet på judarna i Minsks getto. Kube dödades i ett attentat år 1943.

## Biografi
Wilhelm Kube föddes år 1887 i Schlesien som son till militären Richard Kube och dennes hustru Ida, född Kanach. Kube studerade vid Berlins äldsta gymnasium, Zum Grauen Kloster, och bedrev därefter akademiska studier i historia, teologi och ekonomi vid Humboldt-Universität. Han var samtidigt aktiv i den esoteriska Völkischrörelsen, som bland annat hyste tysknationella och antisemiter. Han avlade examen år 1912 och fick anställning som redaktör för olika schlesiska dagstidningar. Den unge Kube lät sig influeras av Deutschsoziale Reformpartei, vars partiprogram vilade på tysknationell, monarkistisk och kristen grund. Från år 1911 tillhörde Kube Deutschsoziale Partei som hade tydliga antisemitiska inslag. Efter flera meningsskiljaktigheter med andra partimedlemmar utträdde han ur partiet. Under tiden efter första världskriget figurerade han i olika antisemitiska småpartier och politiska föreningar. År 1926 grundade Kube tidskriften Der Märkische Adler.
I mitten av år 1927 fick Kube genom Gregor Strasser kontakt med NSDAP och anslöt sig till partiet den 1 december samma år. Året därpå, 1928, utnämndes Kube till Gauleiter i Gau Kurmark. Han invaldes i tyska riksdagen och även i den preussiska lantdagen.

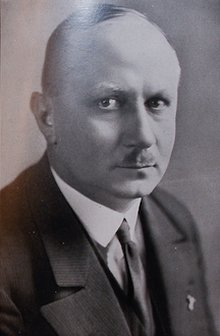
Wilhelm Kube år 1933.

Efter Adolf Hitlers och nazisternas maktövertagande den 30 januari 1933 gick Kube med i SS. Samma år utsågs han till Gauleiter för det nybildade, territoriellt mycket stora, Gau Kurmark (senare benämnt Gau Mark Brandenburg), en post han kom att inneha fram till 1936, då han avskedades. 
Kube, som var övertygad antisemit, skrev 1934 i Westfälische Landeszeitung: ”På samma sätt som pest, lungsot och syfilis hotar den mänskliga hälsan, hotar judendomen den vita rasens sedlighet. [...] De pestsmittade måste gallras ut och isoleras, och kampen mot judendomen intill dess förintelse skall vara en del av vårt ärorika testamente!”

### Anonymt brev
Kube hade tidigare anklagats för korruption och kom att granskas av en av NSDAP:s högste domare, Walter Buch. I april 1936 sände Kube ett anonymt brev till Buch, vars innehåll insinuerade att Buchs hustru var halv-judinna (Halbjuden) och att detta var högst opassande för en man i Buchs ställning. Brevet var undertecknat med "Einige Berliner Juden". Detta påverkade Martin Bormann, Rudolf Hess privatsekreterare, som år 1929 hade gift sig med Buchs dotter Gerda. Kubes bevekelsegrund för att skicka ett sådant brev kan ha varit det faktum att Kube tidigare fått kritik från Buch för att hålla sig med en älskarinna. Hess kansli genomförde en grundlig undersökning av ärendet, och man fann att fru Buch, utifrån nazistisk rasideologi, var rasligt ren. Gestapo kom Kube på spåren och han erkände för Hess att han låg bakom brevet. Buch såg till att Kube förlorade samtliga partiämbeten och att han fick lämna SS. Kube internerades för en kort tid i koncentrationslägret Sachsenhausen. 

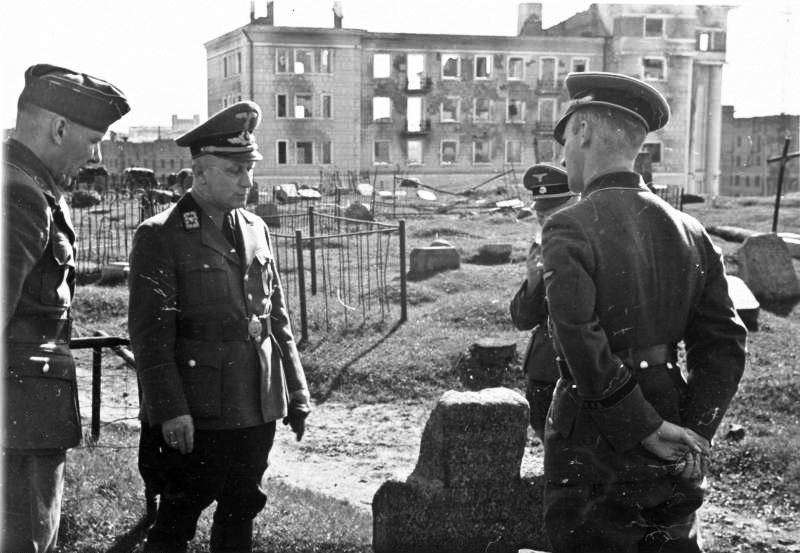
Wilhelm Kube (andre från vänster) som generalkommissarie i Vitryssland, maj 1943.

Enligt den tyske historikern Christian Gerlach anmälde sig Kube hösten 1940 som frivillig till Waffen-SS och utsågs i början av 1941 till Rottenführer i koncentrationslägret Dachau.

### Generalkommissarie i Vitryssland

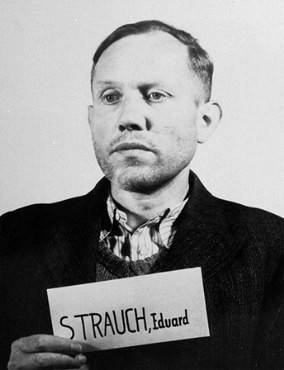
Eduard Strauch

På inrådan av Reichsführer-SS Heinrich Himmler togs Kube till nåder. Kort efter Nazitysklands anfall på Sovjetunionen i juni 1941, Operation Barbarossa, utnämndes Kube, på initiativ av Adolf Hitler, till generalkommissarie för Vitryssland, underordnad Hinrich Lohse, rikskommissarie för Ostland. Med säte i Minsk styrde Kube den nazityska myndigheten och var ansvarig för de krigsförbrytelser och brott mot mänskligheten som begicks mot den ryska civilbefolkningen. Mord på judar kommenterade han med: ”De pestsmittade måste utrotas”.
I november 1941 beslutades det att 50 000 Reichsjuden ("riksjudar" från Tyskland och Protektoratet Böhmen-Mähren) skulle deporteras till öst. Hälften av dessa skulle transporteras till Vitrutenien. Samma månad anlände omkring 7 000 riksjudar till Minsk, där de skulle inhysas i stadens getto. För att bereda plats åt dessa riksjudar företogs massavrättningar av judar som redan bodde i gettot. Dessa avrättningar organiserades av Hans Hermann Remmers, chef för en enhet ur säkerhetspolisen, och Carl Zenner, SS- och polischef i Vitrutenien. Kube blev bekymrad över riksjudarnas förhållanden i Vitrutenien. De blev utsatta för epidemier, svält och köld. Den 16 december 1941 ställde Kube ett brev till sin överordnade, rikskommissarie Hinrich Lohse, och påpekade att det bland dessa tusentals riksjudar bland annat fanns krigsveteraner dekorerade med Järnkorset och halv-arier. Kube informerade Lohse att riksjudarna var skickliga hantverkare som förmodligen är fem gånger så produktiva som de ryska judarna. Kube försäkrade, att han var beredd att lösa den judiska frågan, men menade att judar från den tyska kultursfären var någonting helt annat än de "infödda djuriska horderna" ("bodenständigen vertierten Horden"). Riksjudarna förtjänade inte att möta döden på samma sätt som de ryska judarna.

### Konflikten mellan Kube och Strauch
Den 20 juli 1943 arresterade chefen för Sipo och SD i Vitryssland, Eduard Strauch, sjuttio judar och lät avrätta dessa. Kube reagerade mycket starkt på detta, då dessa judar var anställda av honom och att avrättningsordern hade verkställts över huvudet på honom; Kubes reaktion föranleddes inte av humanitära skäl utan av att Kube ansåg att Strauchs tilltag hade försvagat Kubes auktoritet som generalkommissarie. Kube beskyllde Strauch och dennes mannar för barbari med sexuella undertoner. En indignerad Strauch sände några dagar senare en rapport till Obergruppenführer Erich von dem Bach-Zelewski med kravet att Kube skulle avskedas från sin post som generalkommissarie. Strauch hävdade, att Kube inte var tillräckligt hård mot den judiska civilbefolkningen. Enligt Strauchs rapport skall Kube bland annat ha lovat att föra 5 000 tyska judar, som hade deporterats till Minsk, i säkerhet. Vidare skall Kube ha tackat och skakat hand med en jude som hade räddat Kubes bil ur ett brinnande garage. Strauch, som formellt var underordnad Kube, vädjade till von dem Bach och menade, att Kube innerst inne motsatte sig SS:s behandling av judarna. Riksministern för de ockuperade områdena i öst, Alfred Rosenberg, beslutade att sända sin ställföreträdare Alfred Meyer till Kube med en allvarlig tillsägelse.

### Död
Innan några åtgärder hann vidtas mot Kube utsattes han för ett attentat. Den 23 september 1943 tog sig partisanen Jelena Mazanik (1914–1996), förklädd till hembiträde, in i Kubes lägenhet i Minsk och apterade en bomb under hans säng. Kube avled omedelbart vid detonationen.

## Befordringar i SS
- Oberführer (29 september 1933; inträdde i SS med denna tjänstegrad)
- Gruppenführer (27 januari 1934)
- Avskedad från SS (11 mars 1936)

## Utmärkelser
- Riddarkorset av Krigsförtjänstkorset med svärd (postumt)
- NSDAP:s partitecken i guld
- NSDAP:s tjänsteutmärkelse i silver (15 år)
- NSDAP:s tjänsteutmärkelse i brons (10 år)